# 메르세데스-벤츠 SL
메르세데스-벤츠 SL (Mercedes-Benz SL)는 다임러 AG가 제조해 메르세데스-벤츠로 판매하는 승용차이다. 한때 로드스터 이외에 쿠페도 있었으나, 현재는 로드스터만 생산된다. 세계적으로 2인승 로드스터의 최고봉에 자리 잡은 차종으로, 아랫급에는 SLK가 있다. 차명인 SL은 독일어로 Sport Leicht, 영어로 Sport Lightweight의 약자이다. 1세대는 1952년에 르망 24시간 내구 레이스를 제패한 300SL(W194)을 바탕으로, 경량 쿠페와 로드스터로 발전했다. 그러나 2세대부터는 고급차로서의 성격을 내세워 호화성과 쾌적성을 중시하는 컨셉이 현재에 이르고 있다. 현재 메르세데스-벤츠의 차종 중 가장 긴 역사를 자랑하고 있다. 1세대부터 6세대까지 일관되게 후륜구동 방식을 채택하고 있으며, 메르세데스-벤츠가 자체개발한 전자식 4륜구동 방식인 4매틱은 적용되지 않는다.

## 1세대(W121/W198)

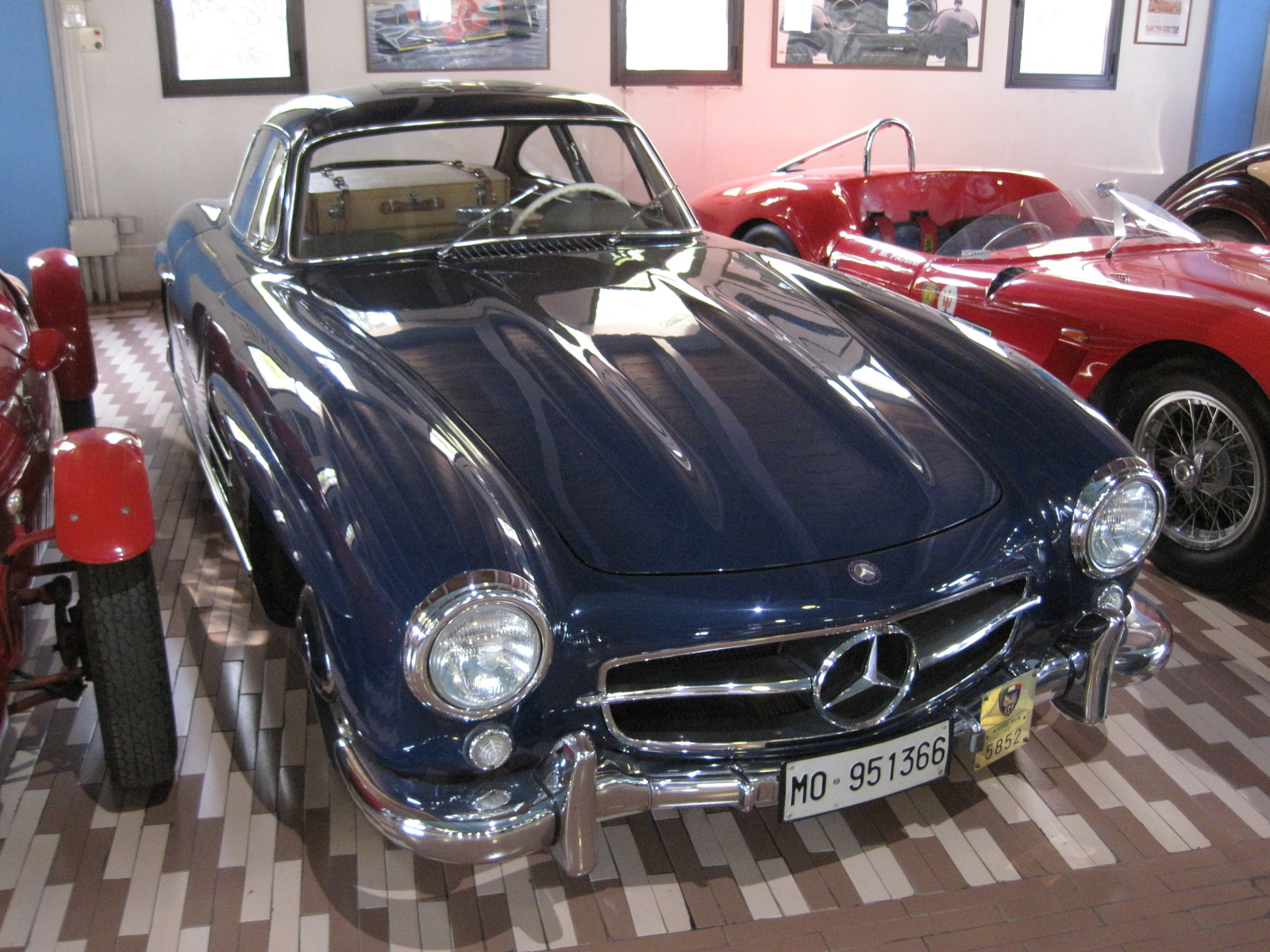
메르세데스-벤츠 W198(전기형) 정측면

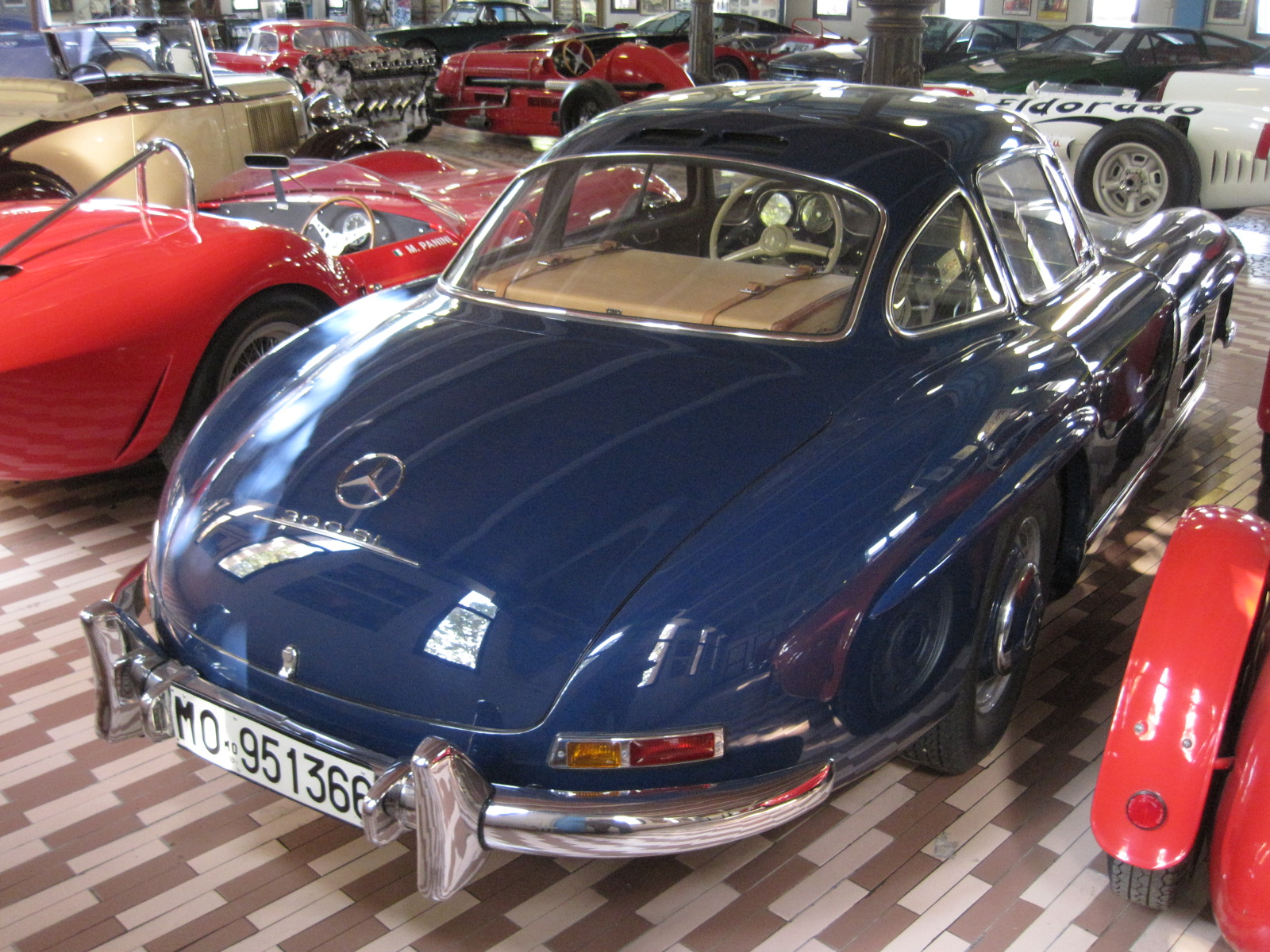
메르세데스-벤츠 W198(전기형) 후측면

300SL은 원래 프로토 타입 레이싱 카로 개발되었다. 300SL을 시판할 예정은 없었지만, 뉴욕의 수입 딜러였던 맥스 호프만은 미국 시장에서의 수요를 예상해 다임러 AG를 설득했다. 양산형은 1954년에 개최된 뉴욕 국제 오토쇼에서 첫 선을 보였고, 염가판인 190SL(R121)도 동시에 발표되었다. 걸 윙 도어를 가진 쿠페는 당시 6,820달러라는 높은 가격을 지닌 인기 차종이다. 1957년에 쿠페는 생산이 종료되었고, 이후 로드스터로 이행되었다. 운전자 대부분이 사고로 사망해 과부 제조기라는 달갑지 않은 별명이 주어지기도 했다. 레이싱 카이기 때문에 가혹한 서킷 주행을 전제하여 차체 뒤틀림을 방지하기 위해 프레임을 적용하였는데, 양산형으로 개발될 때 이 설계 방식을 유지해서는 일반적인 차 문을 사용하지 못하는 치명적인 문제점이 드러났다. 기존 방식의 문을 설치하면 재설계를 해야하고, 재설계는 차량 성격의 상당 부분을 바꾸는 추가 문제를 발생시키기 때문에 이 문제는 개발진들의 고민을 가중시켰다. 결국 고민하던 개발진은 갈매기의 날개처럼 열리는 방식의 걸 윙 도어를 사용하였는데, 이것이 역으로 이 차의 인기를 높이는 비결이 되었다. 걸 윙 도어가 적용된 차종은 190L, 300L 로드스터 및 300L 걸윙 등 3가지였다. 2010년에 출시된 SLS AMG는 이 디자인을 바탕으로 하였다.

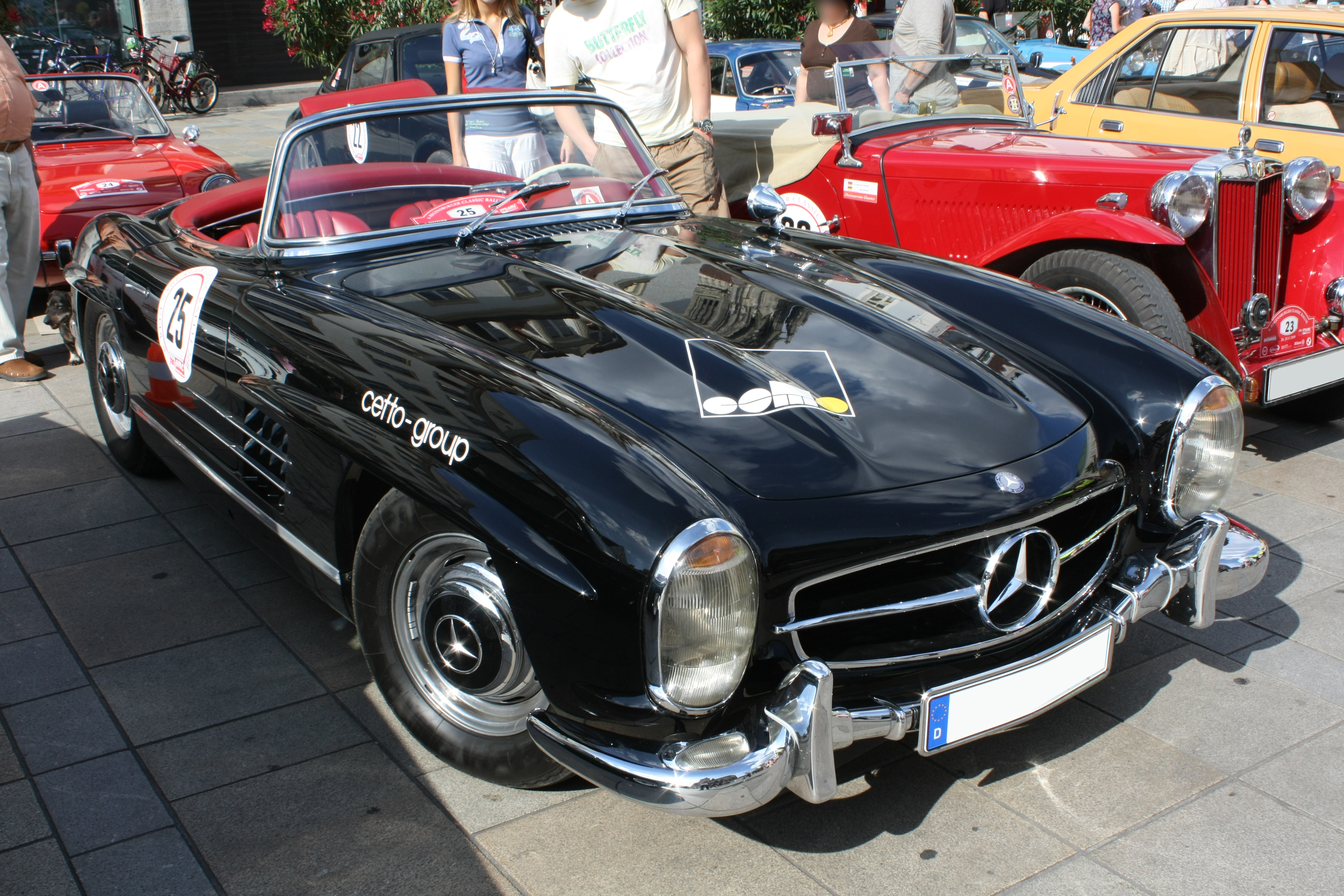
메르세데스-벤츠 W198(후기형) 정측면
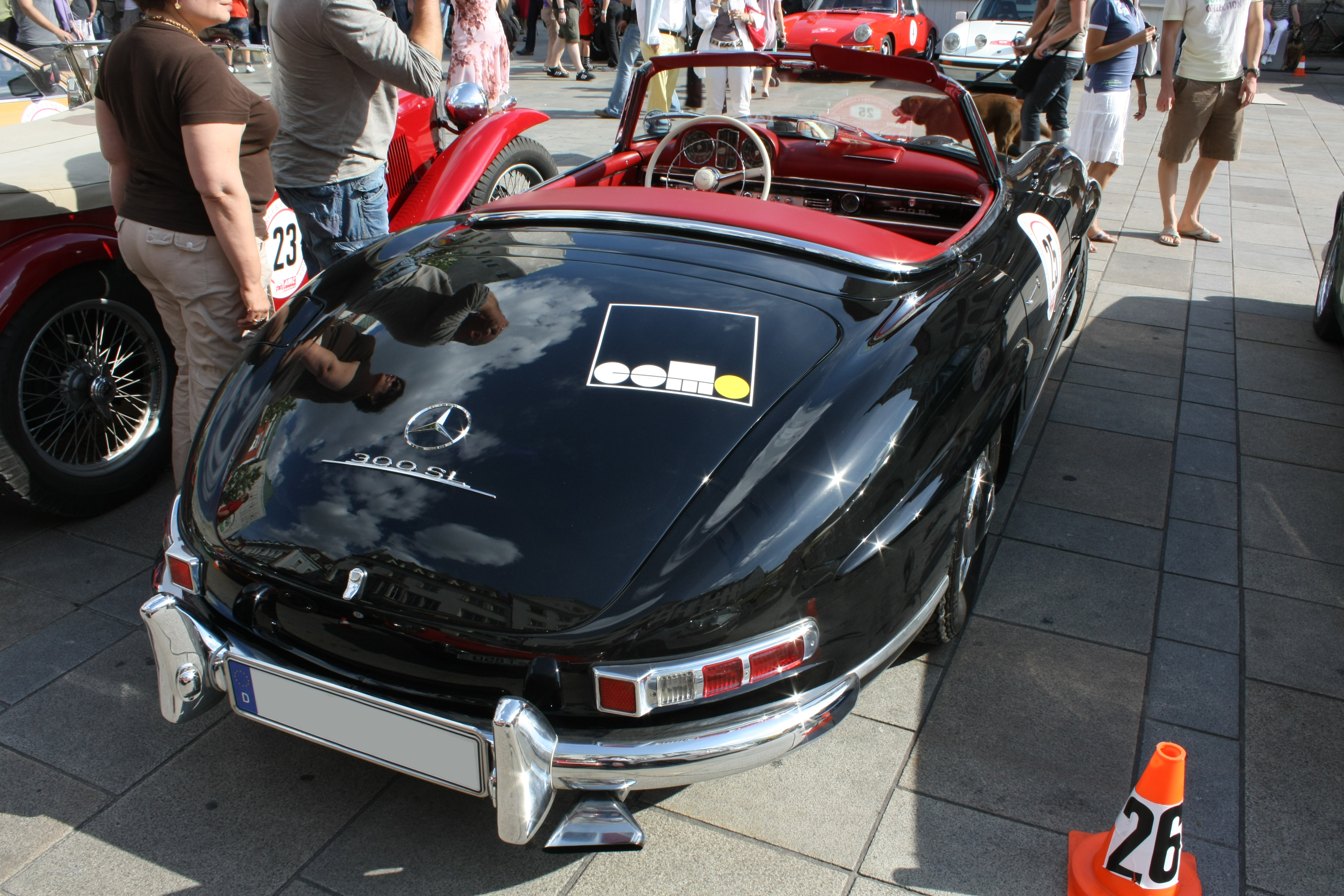
메르세데스-벤츠 W198(후기형) 후측면

## 2세대(W113)

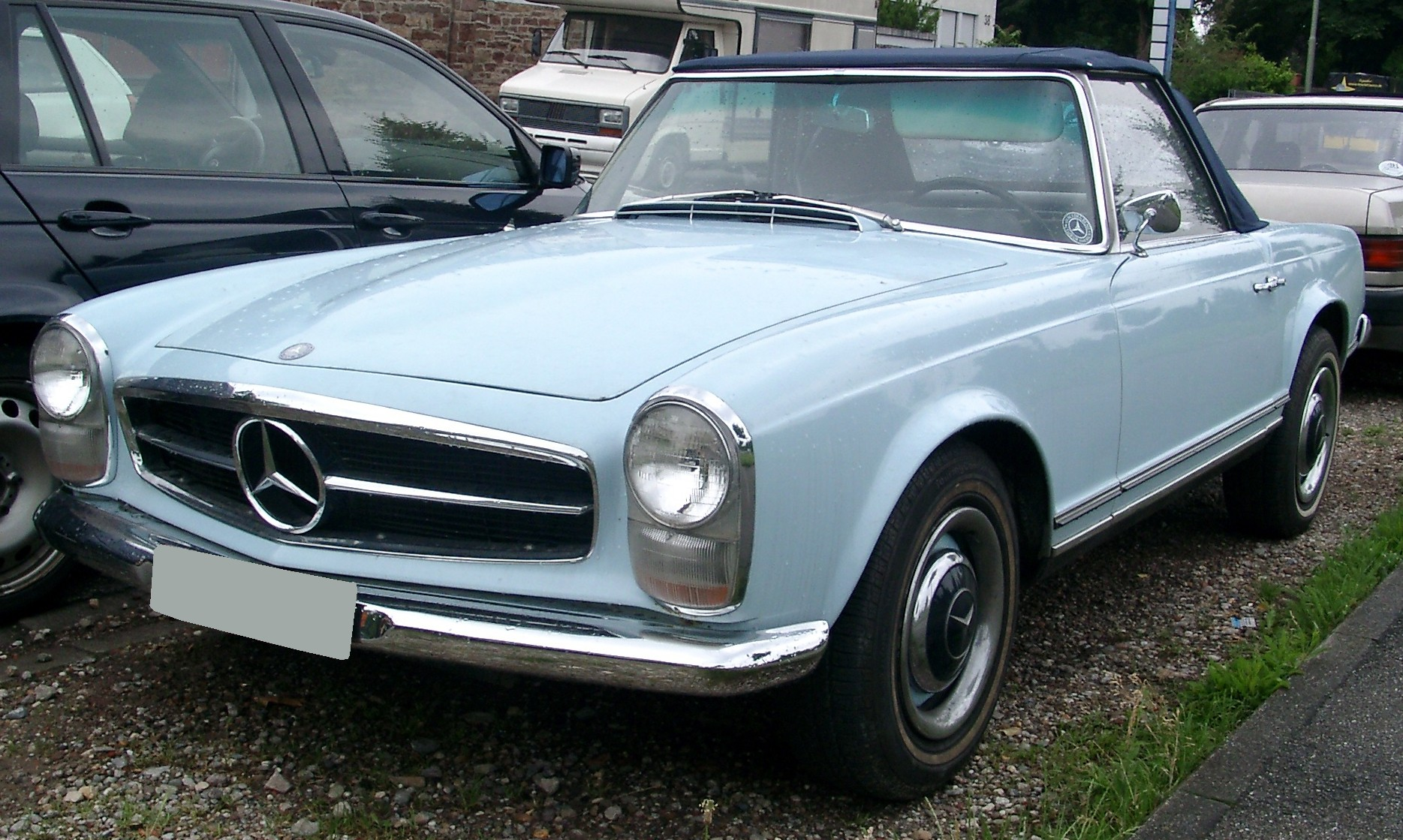
메르세데스-벤츠 W113 정측면

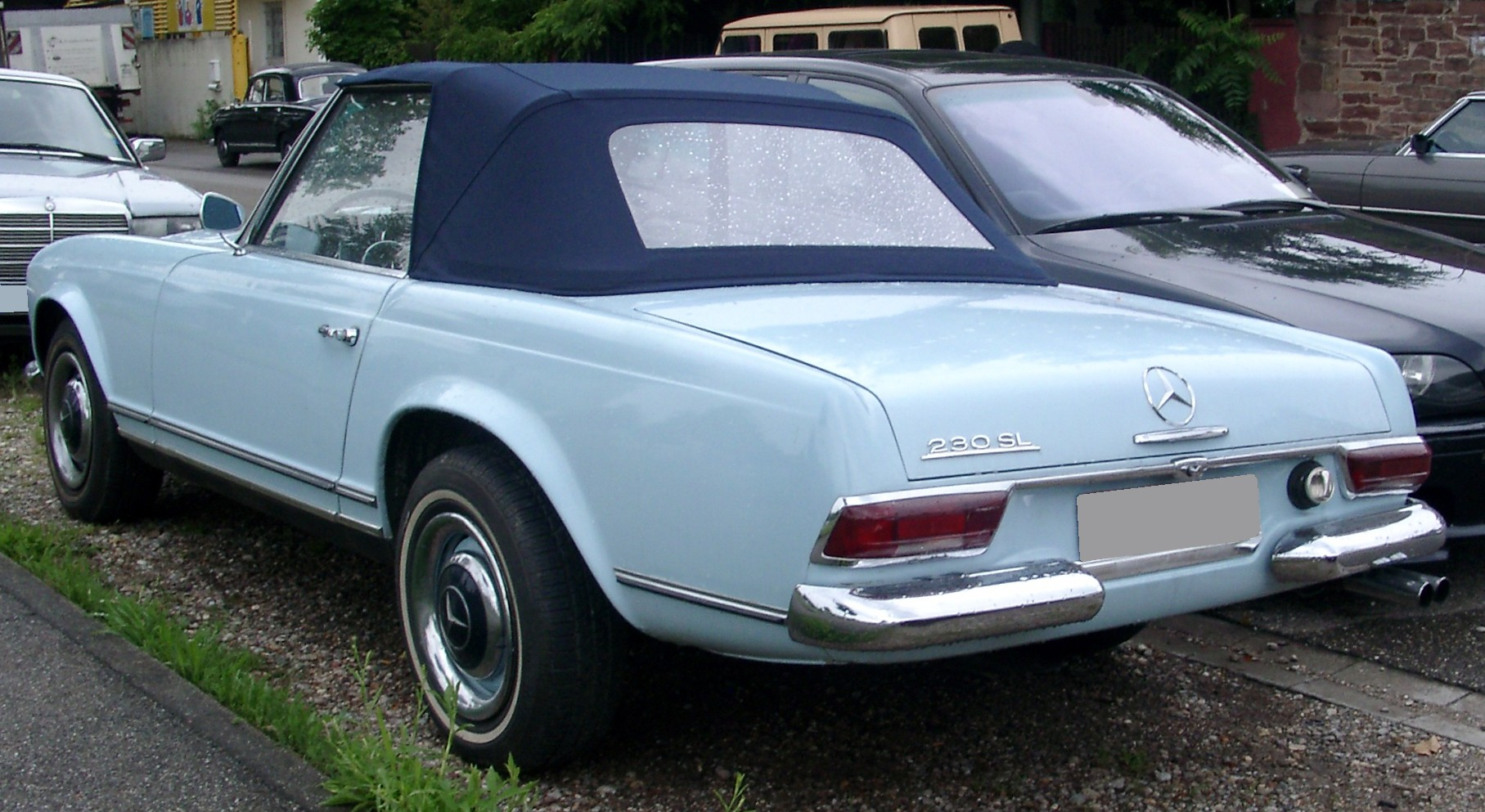
메르세데스-벤츠 W113 후측면

300SL과 190SL에 이어 1963년에 개최된 제네바 모터쇼에서 230SL이 선보였다. 4단 자동변속기와 파워 스티어링이 마련되어 있었다. 생산 기간은 1963년부터 1971년까지로,전기형은 S클래스( W111) 후기형은 S클래스(W112) 플랫폼으로 만들었으며 역대 SL 중에서는 가장 짧다. 지붕의 중앙이 좌우보다 낮게 휜 형상의 파고다 루프 디자인이 특징이다. 지금의 SL 의 이미지는 2세대부터 확립되다시피 했다.

## 3세대(R107/C107)

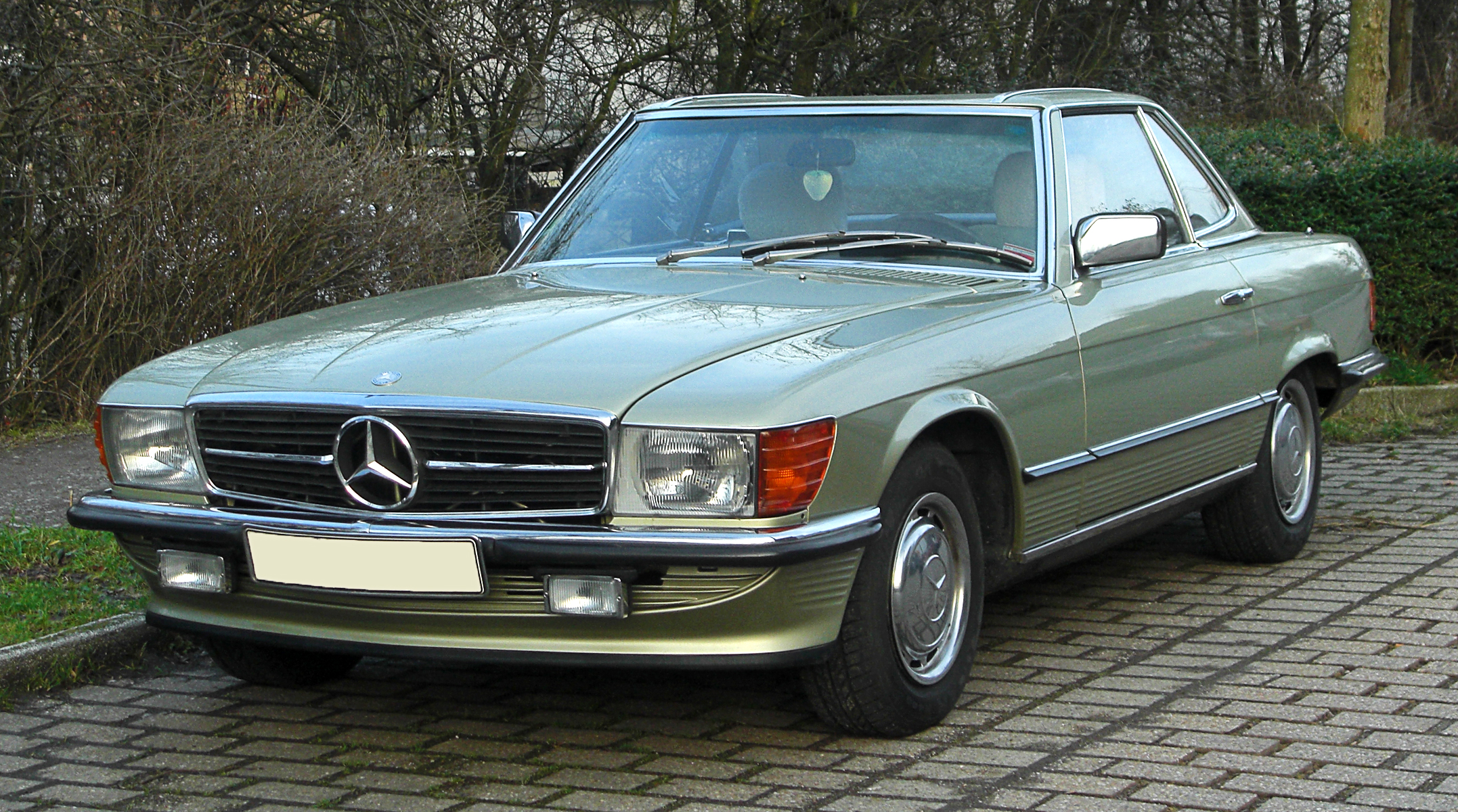
메르세데스-벤츠 R107(전기형) 정측면

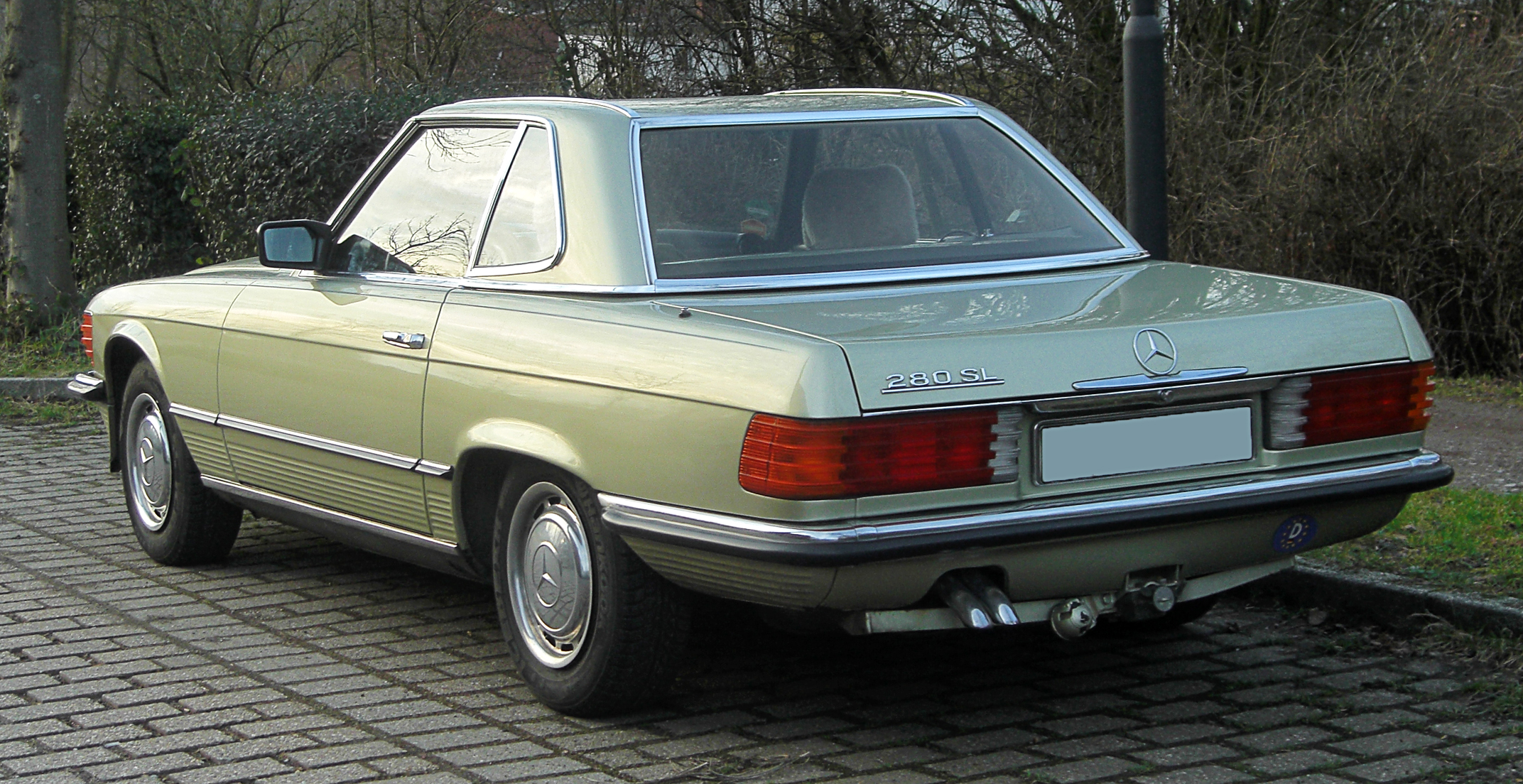
메르세데스-벤츠 R107(전기형) 후측면

생산 기간은 1972년부터 1989년까지로, S클래스(W114) 플랫폼으로 만들었으며 역대 SL 중에서는 가장 장수했다. 그리고 그만큼 생산 대수도 많아 모두 300,175대가 생산되었다. 그 중 SL(로드스터)은 237,287대, SLC(쿠페)는 62,888대였다. 특유의 홈이 파진 브레이크 등은 흙탕물이나 악천우에 대비하기 위해서 만든 만들어져 당시 메르세데스-벤츠의 특징이 되기도 했다. 1981년에 S 클래스 쿠페(C126)이 출시되어 쿠페인 SLC는 단종되었다.

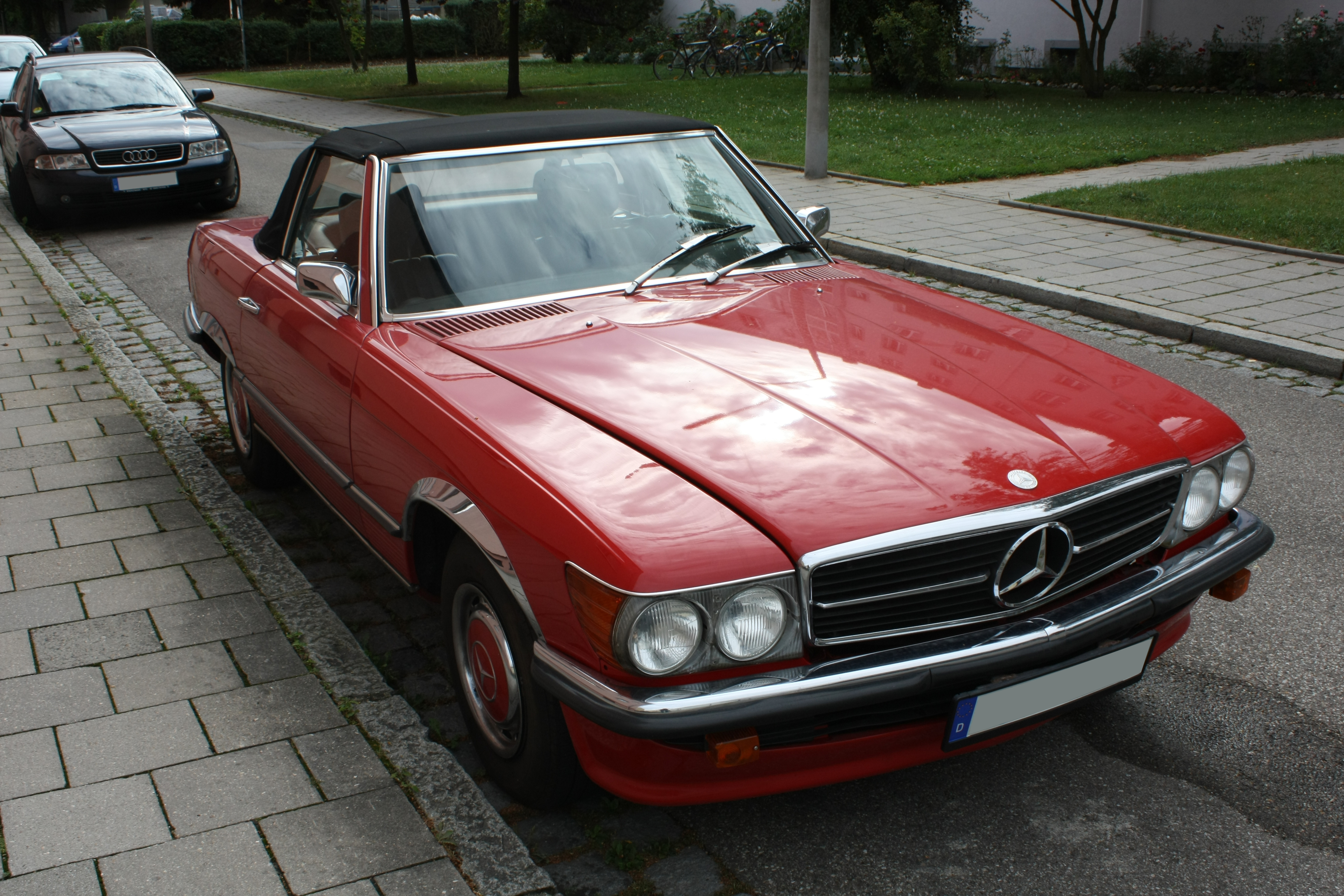
메르세데스-벤츠 R107(후기형) 정측면
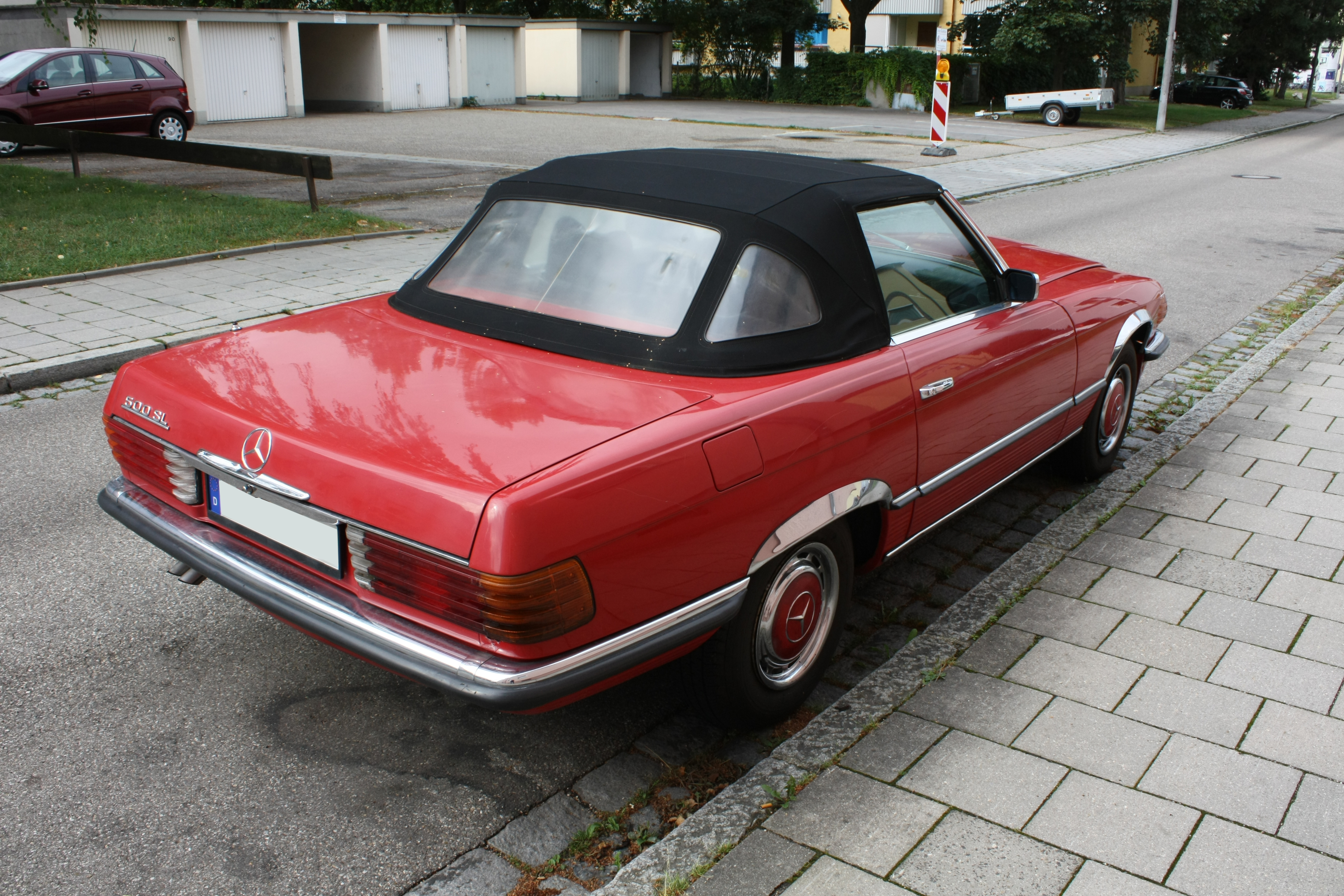
메르세데스-벤츠 R107(후기형) 후측면

## 4세대(R129)

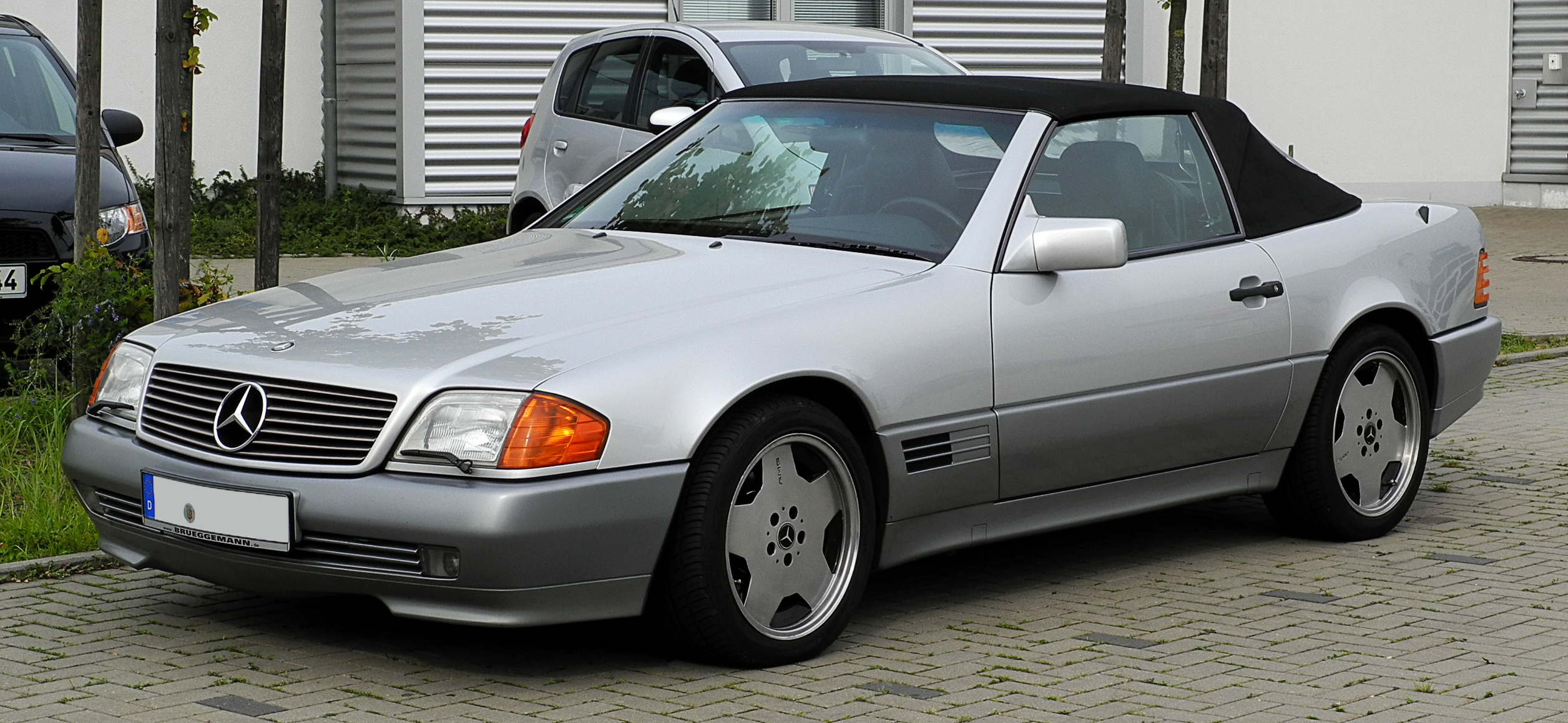
메르세데스-벤츠 SL (전기형) 정측면

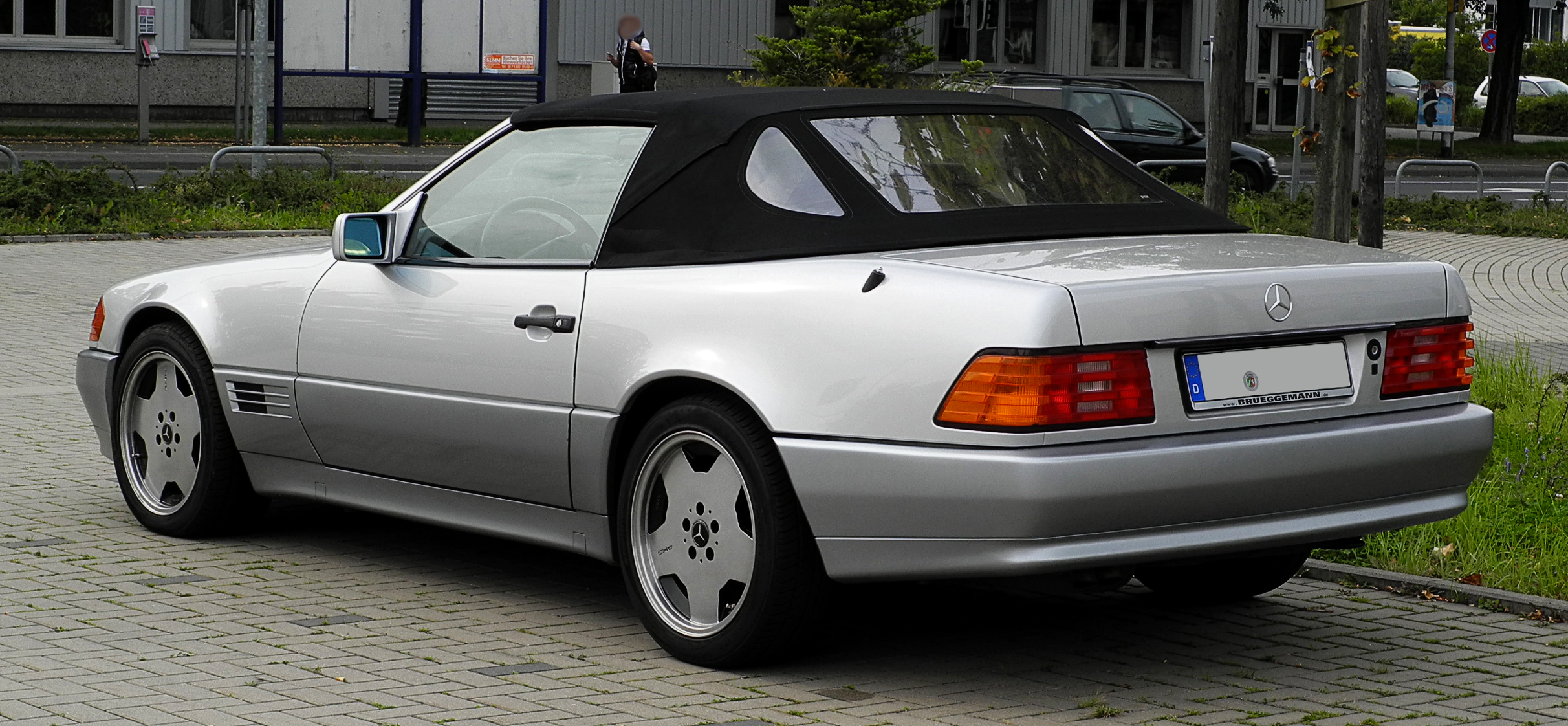
메르세데스-벤츠 SL (전기형) 후측면

전기형은(1990~1997) S클래스(W140)후기형은(1998~2002)S클래스(W220)의 플랫폼을 활용하여 만들어졌다. 전복시 위험 방지를 위해 일정 속도 이상에서 자동으로 일어나 탑승자를 보호하는 롤바가 장착되었고, 전동식 소프트 탑이 적용되었다. 1994년부터는 3자리 수+명칭에서 명칭+3자리 수로 바뀐 트림명이 붙기 시작한다. SL73 AMG는 525마력 V12 7.3L 엔진이 장착되었는데, 1995년과 1998년부터 2001년에 걸쳐 모두 85대가 생산되었다. 대부분의 스포츠카용 엔진 라인업이 최대 6.0L 초반인 메르세데스-벤츠에서 7.0L급의 엔진이 나왔다는 것은 주목할 만한 일이다. 이 엔진은 현재 메르세데스-벤츠에서 쓰이지 않고, 그 대신 아르헨티나 출신으로 람보르기니를 거친 엔지니어 호라치오 파가니가 1992년에 세운 이탈리아의 수제 슈퍼카 제조 업체인 파가니에 공급되고 있다. 파가니의 차종 중 존다에 이 엔진이 개량을 거쳐 장착되고 있다.

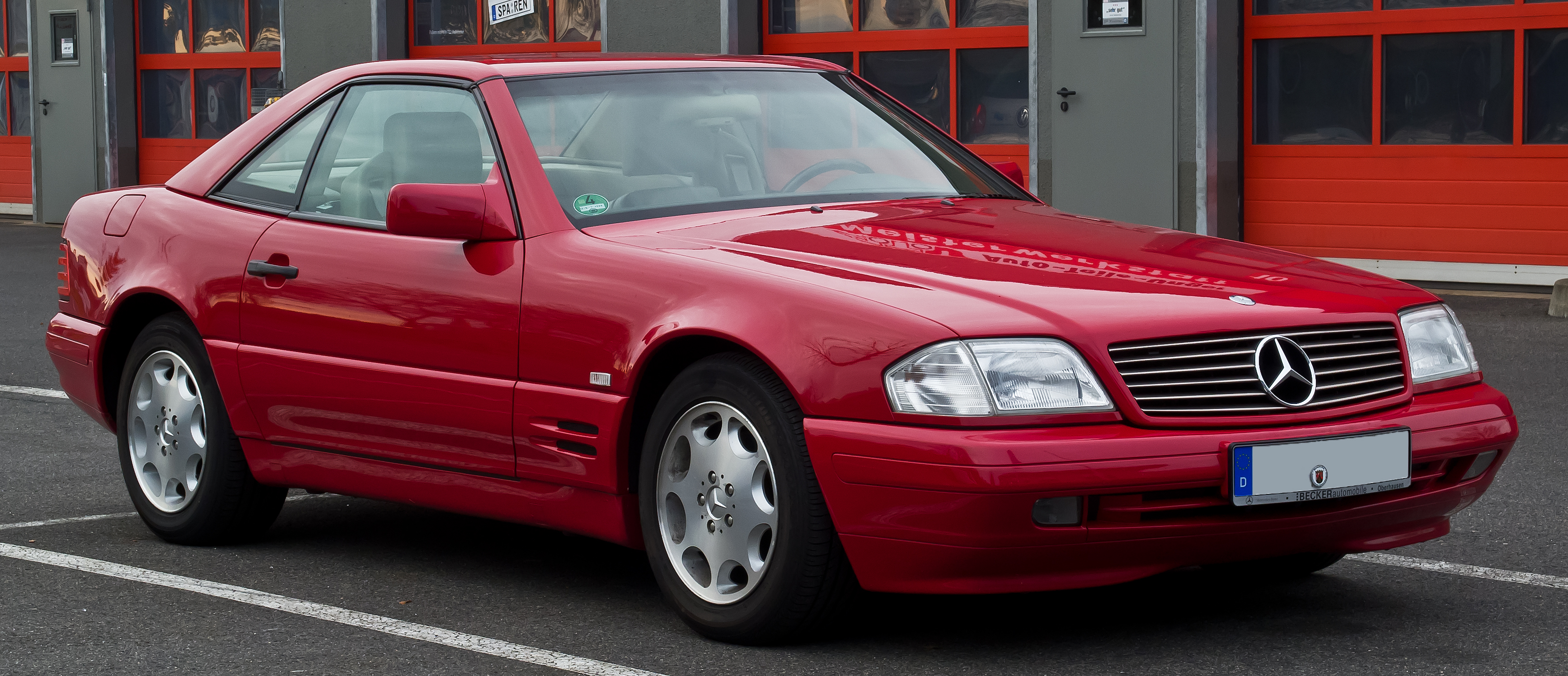
메르세데스-벤츠 SL (후기형) 정측면
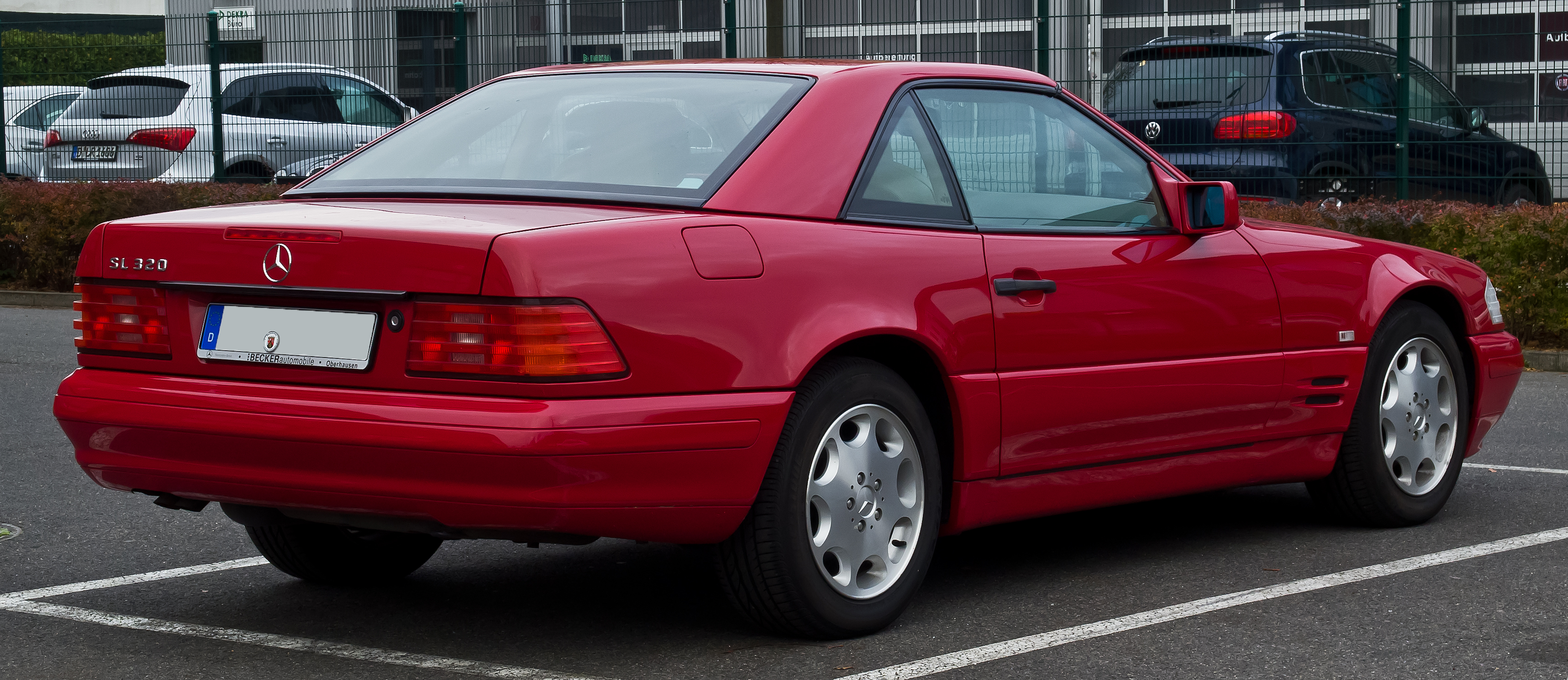
메르세데스-벤츠 SL (후기형) 후측면

## 5세대(R230)

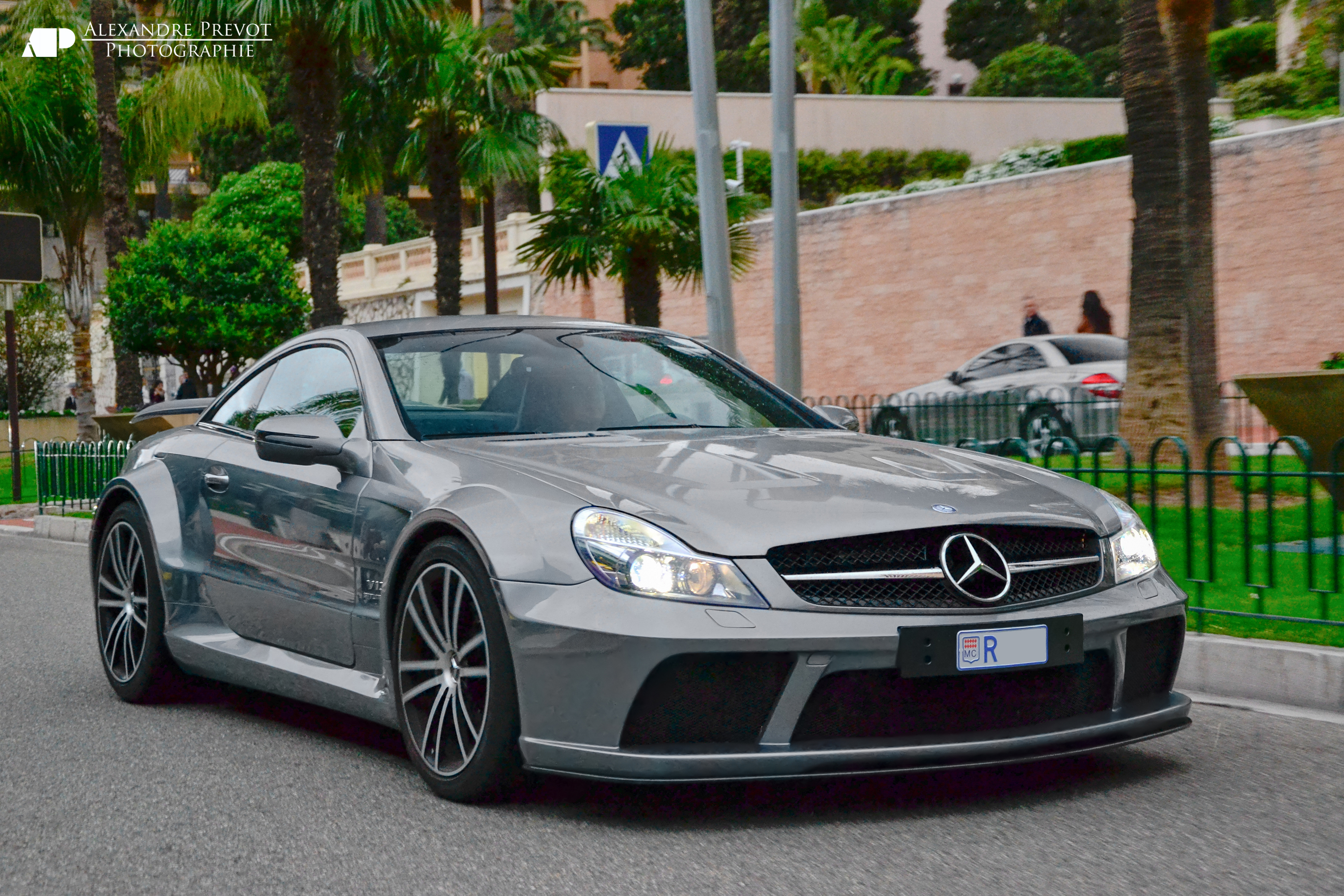
메르세데스-벤츠 SL (전기형) 정측면

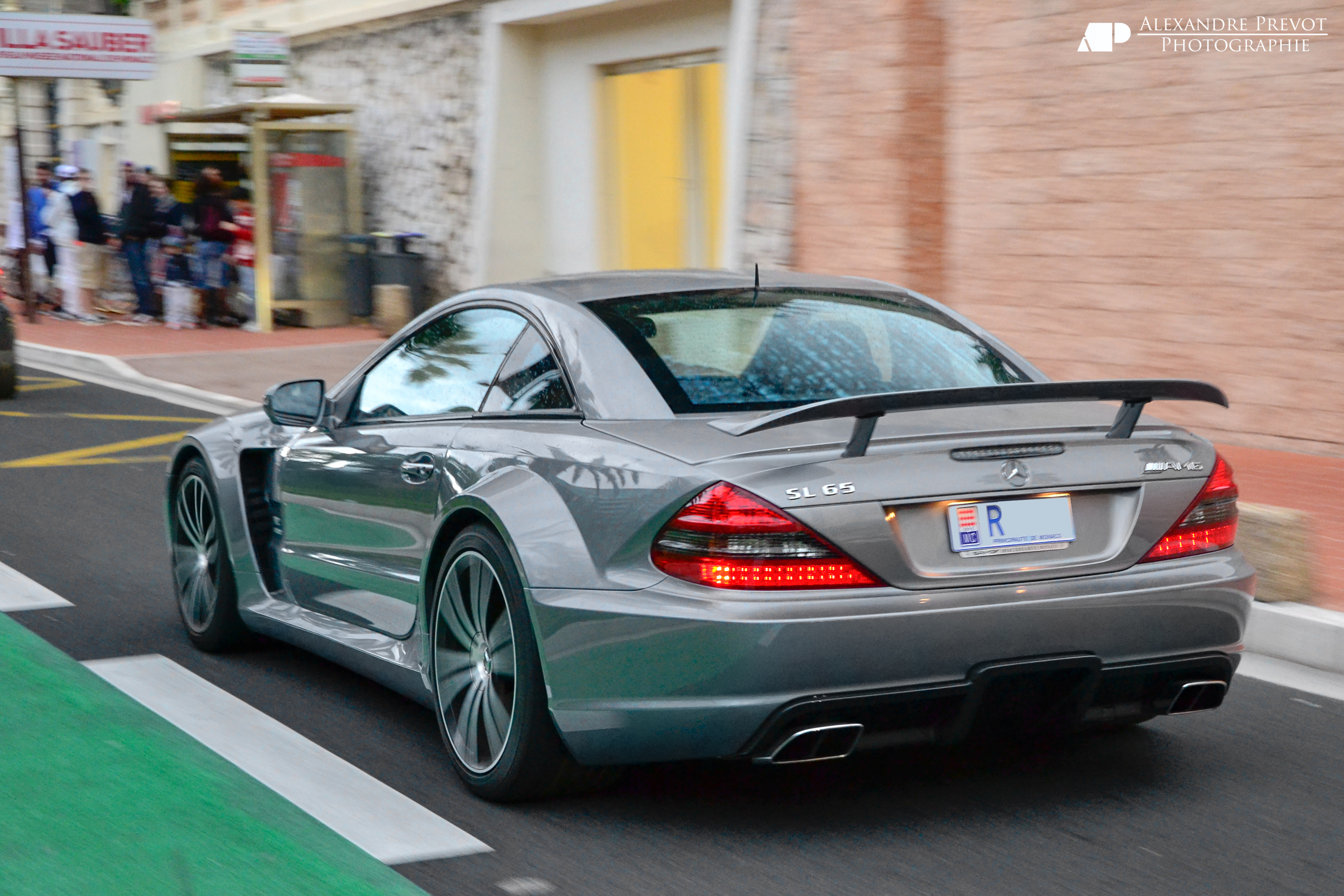
메르세데스-벤츠 SL (전기형) 후측면

2002년에 선보였다. 소프트 탑 대신 바리오 루프라고 불리는 전동식 하드 탑이 탑재되어 SL 의 상징이 되기 시작했다. 전동식 하드탑이 적용되어 정숙성과 안전성이 높아졌고, 2006년에 페이스 리프트를 거쳤다. 2008년에 또 한번 페이스 리프트를 거쳐 트윈 원형 헤드 램프를 버리고, 헤드 레스트에서 따뜻한 바람이 나오는 에어 스카프가 적용되었다. 트윈 원형 헤드 램프를 버린 때부터 대한민국에는 오직 SL63 AMG만 들어오기 시작했다.

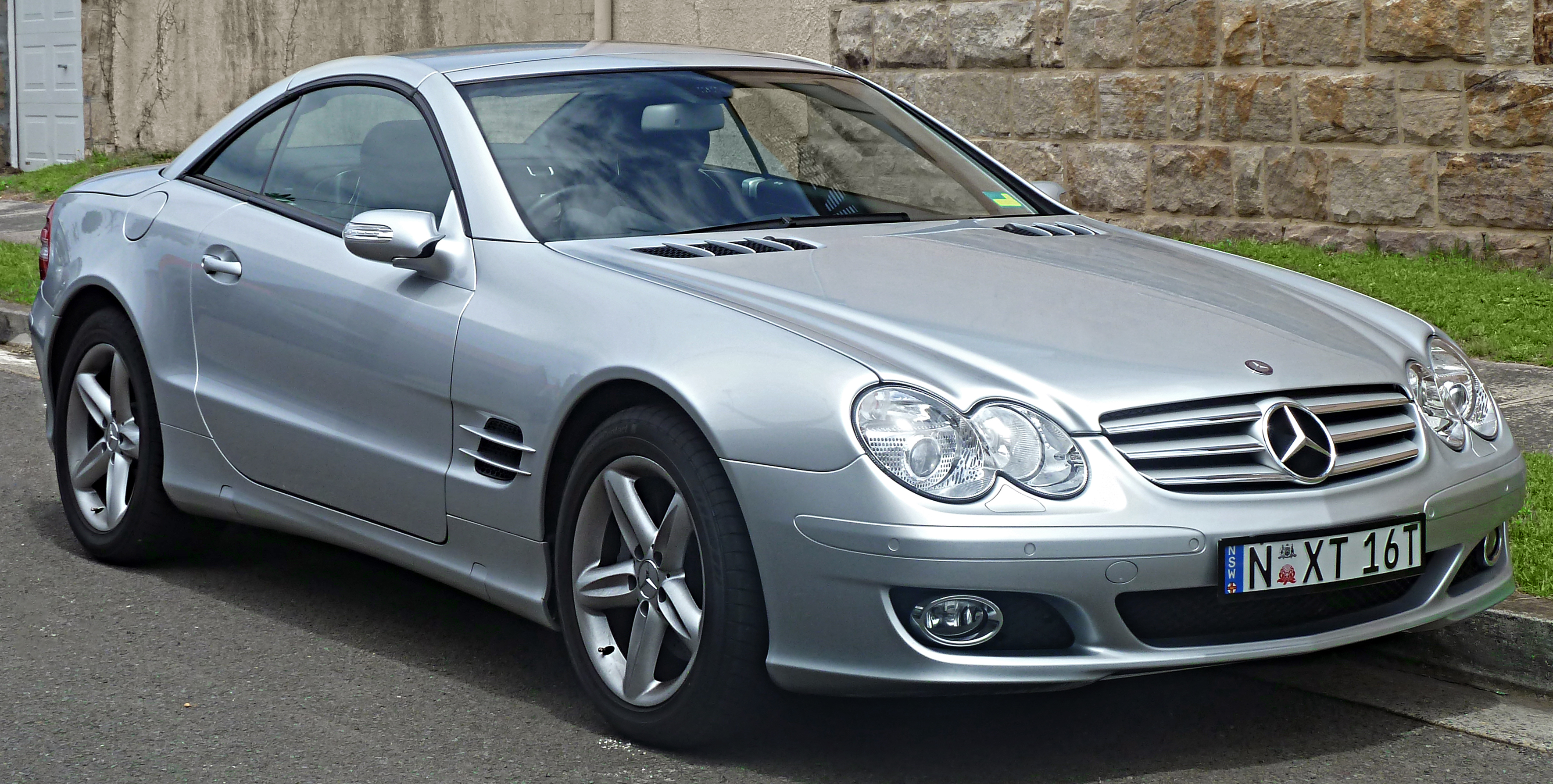
메르세데스-벤츠 SL (중기형) 정측면
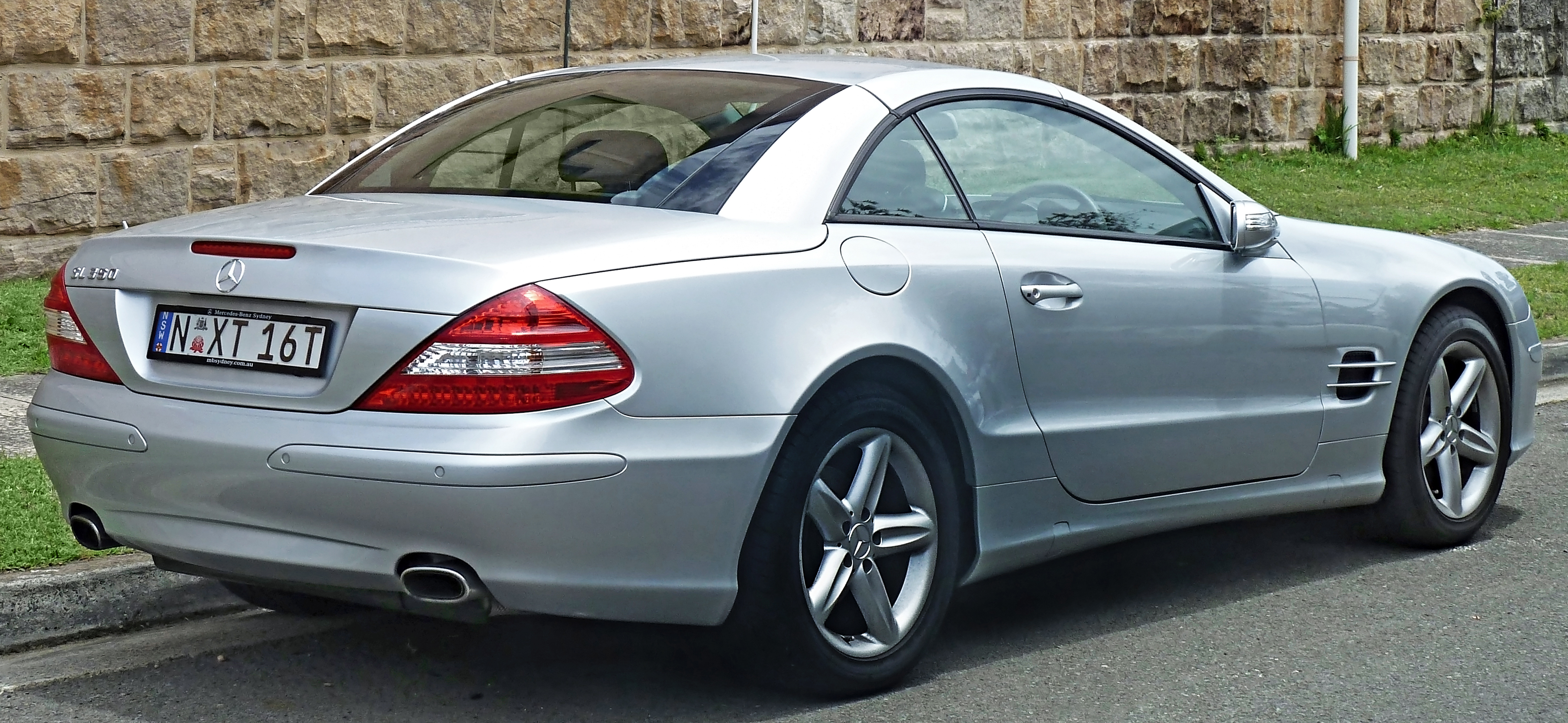
메르세데스-벤츠 SL (중기형) 후측면
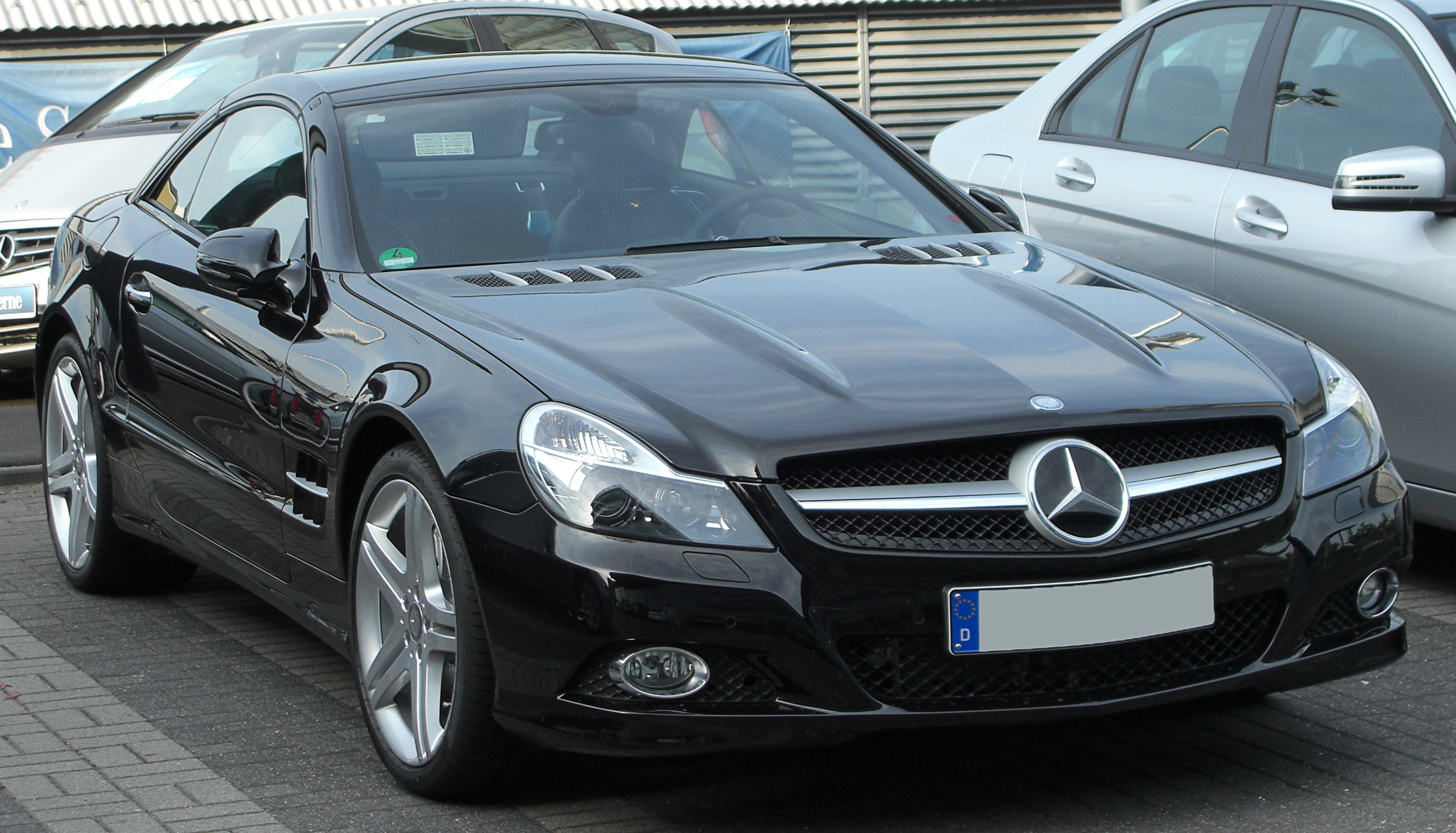
메르세데스-벤츠 SL (후기형) 정측면
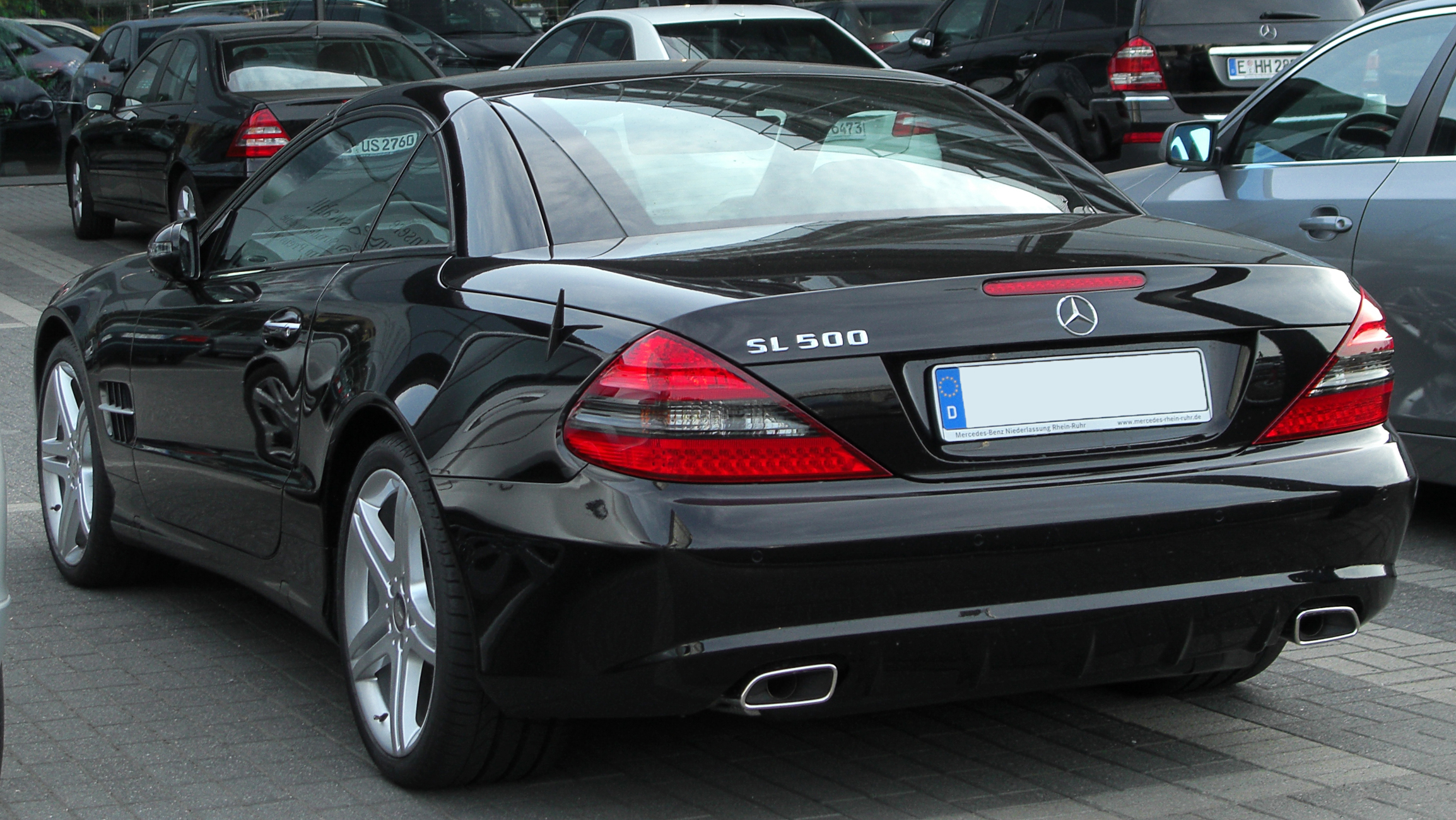
메르세데스-벤츠 SL (후기형) 후측면

### SL65 AMG 블랙 시리즈

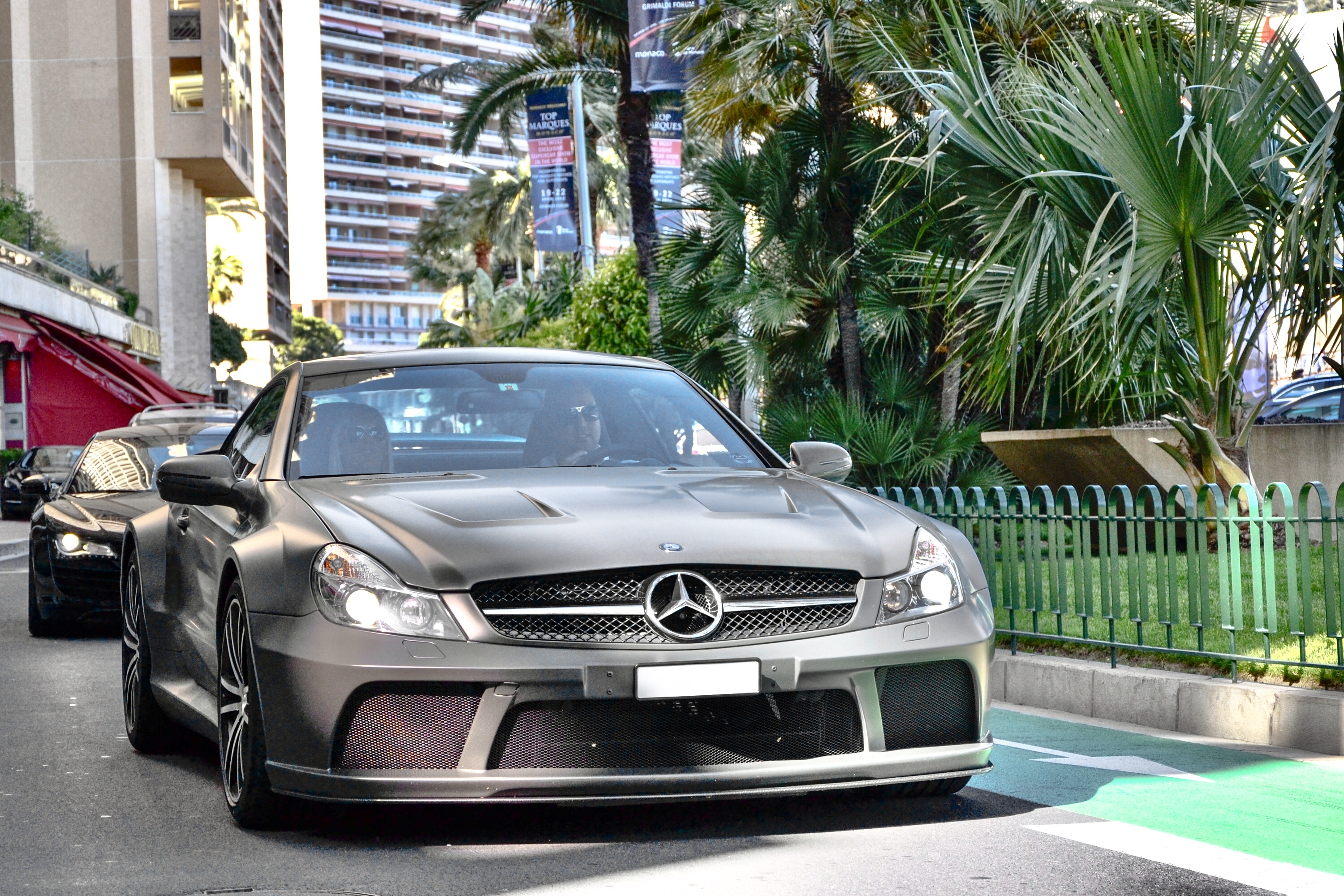
메르세데스-벤츠 SL65 AMG 블랙 시리즈 후측면

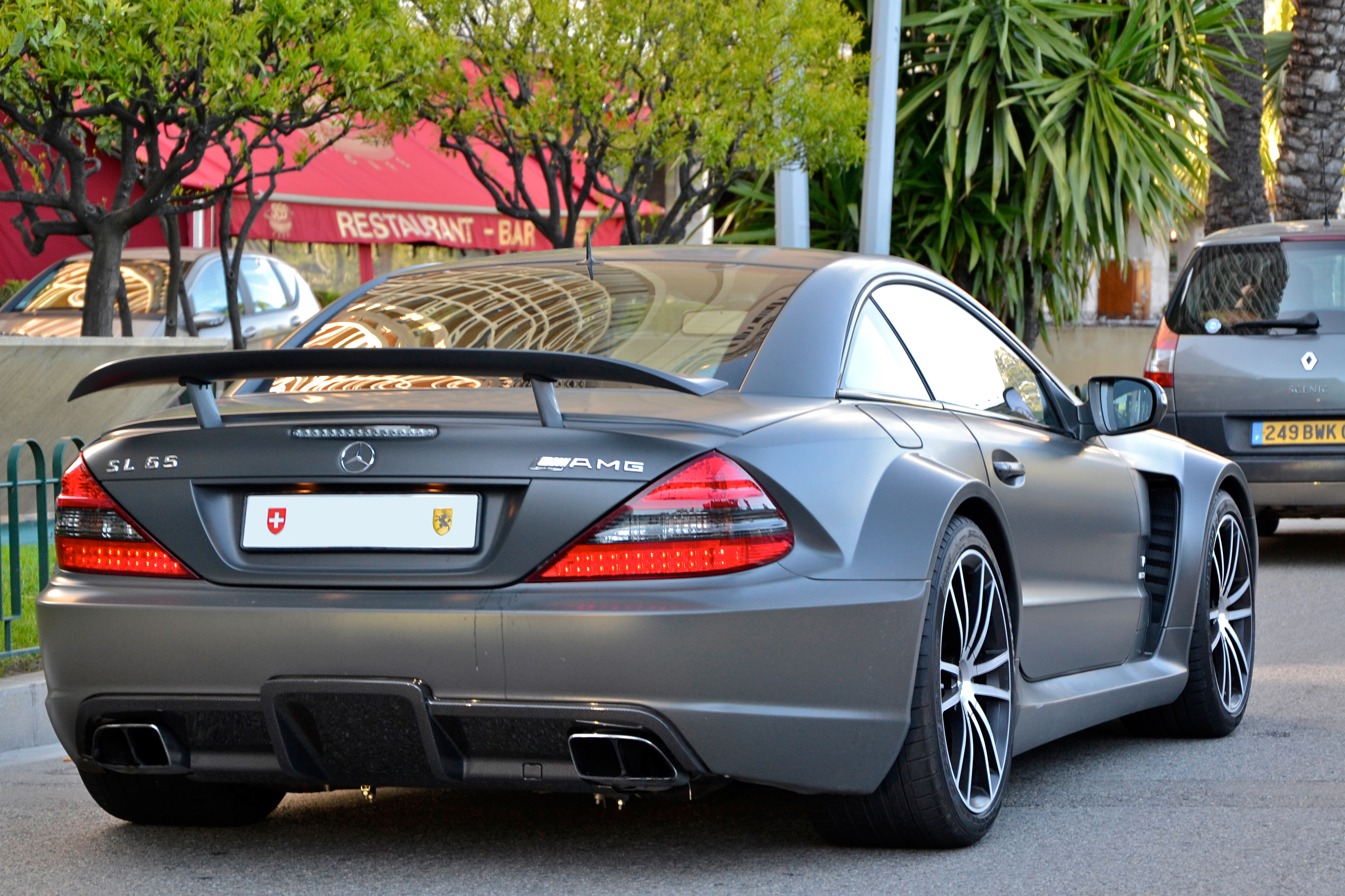
메르세데스-벤츠 SL65 AMG 블랙 시리즈 정측면

서킷 주행을 전제로 한 새로운 차종을 제작한 것이 바로 SL65 AMG 블랙 시리즈이다. 이미 괴물인 SL65 AMG를 성능 강화판으로, 곳곳에 카본 파이버를 사용해 기존 SL65 AMG에 비해 무게를 250kg가량 줄였고, 고속 주행의 안정성을 위한 고성능 서스펜션을 가지고 있다. 또한 다운 포스를 늘리기 위해 120km/h가 되면 트렁크 위쪽의 가변 스포일러가 자동으로 일어서게 되고, 냉각을 위한 대형 벤트가 여기 저기 뚫려 있다. 고속 주행의 안정성을 위해 극적인 크기의 오버 휀더가 장착되어 있다. 이러한 튜닝으로 인해 기존의 로드스터에서 그냥 쿠페로 변하게 되었다.

## 6세대(R231)

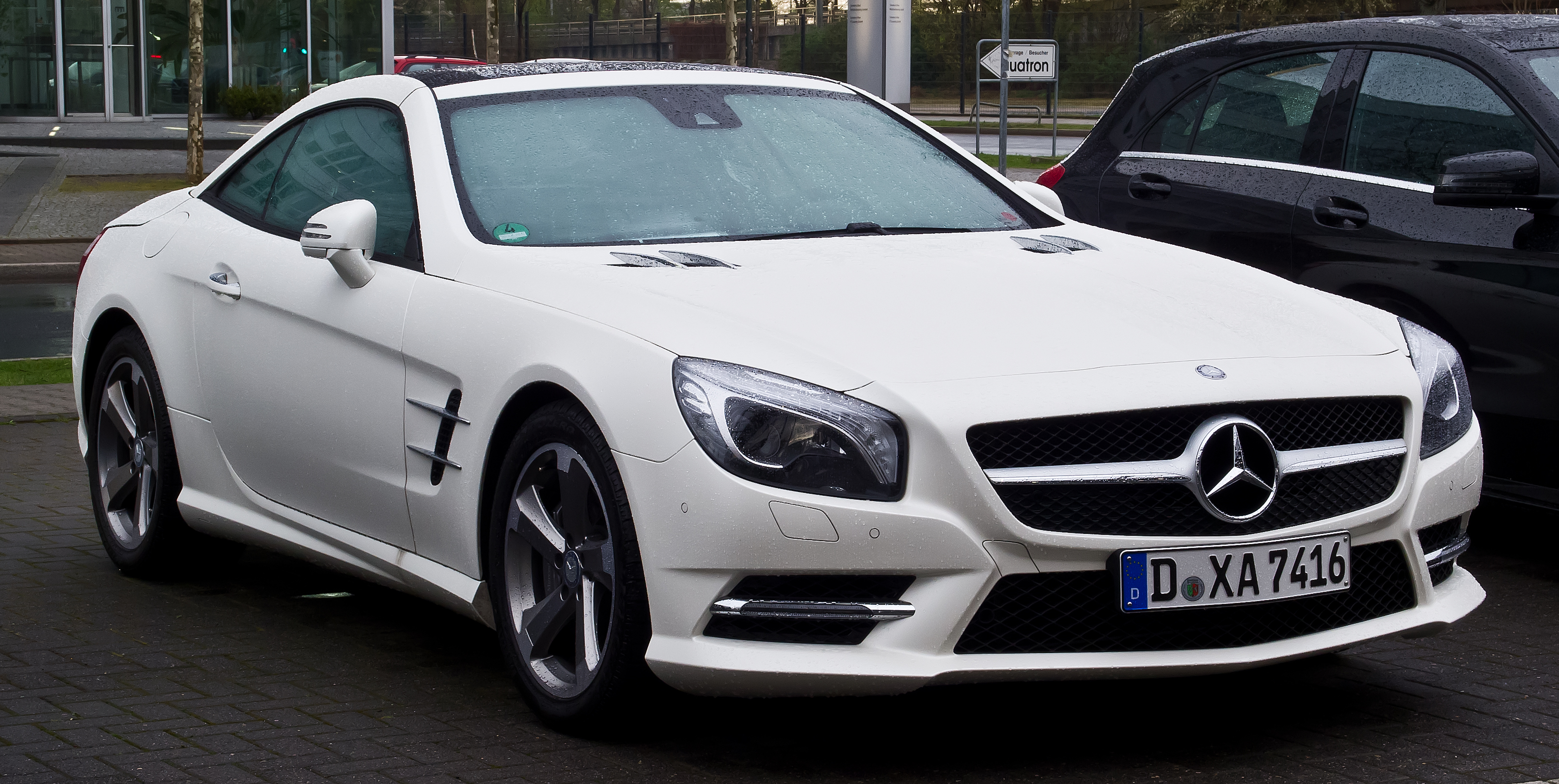
메르세데스-벤츠 SL (R231) 정측면

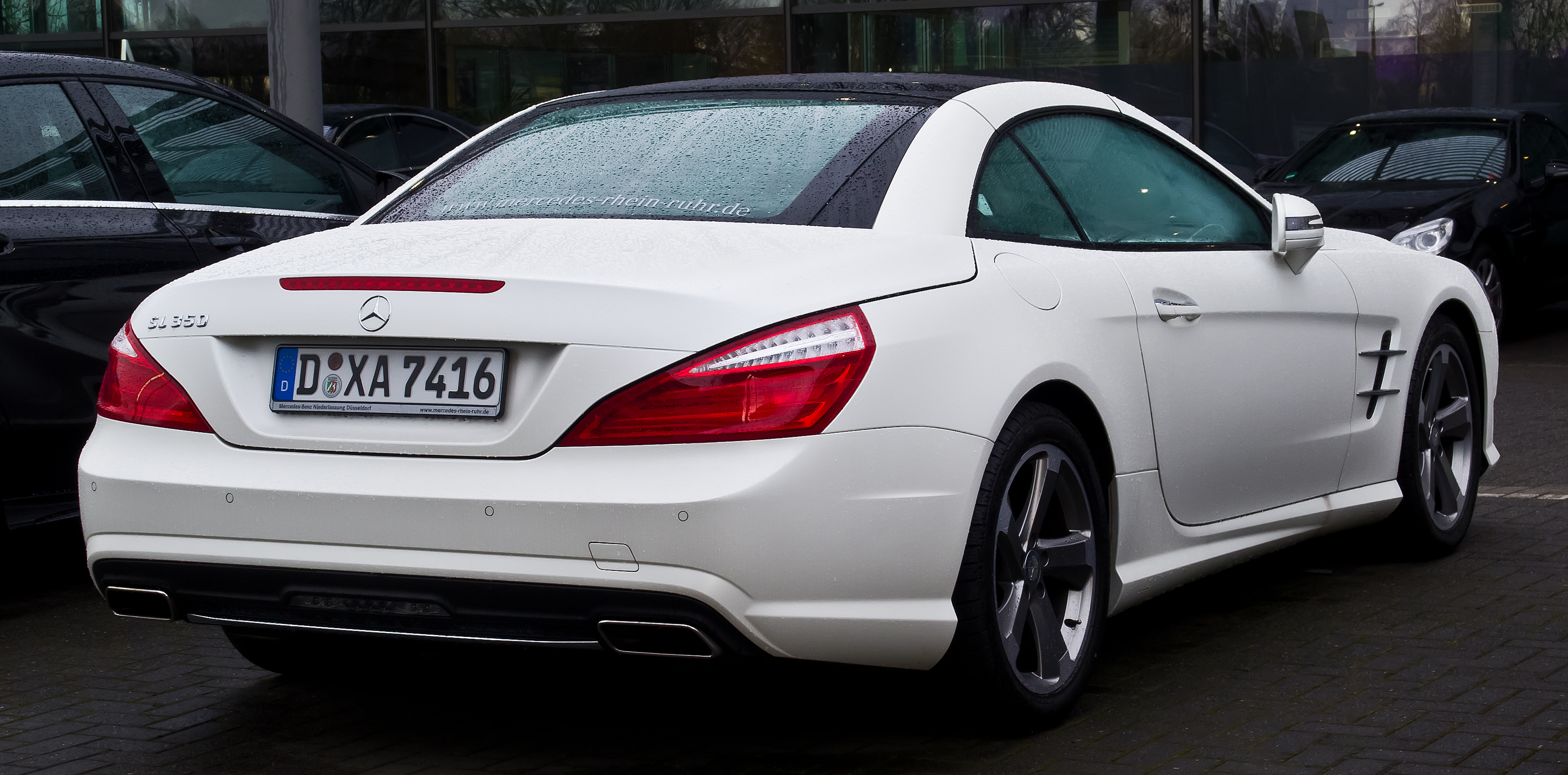
메르세데스-벤츠 SL (R231) 후측면

2012년에 출시되었다. 메르세데스-벤츠의 양산차로는 처음으로 100% 알루미늄 바디를 가져 5세대보다 100kg 이상 줄인 경량화를 실현했다. 액티브 바디 컨트롤 기반의 AMG 스포츠 서스펜션은 속도, 선회 속도, 조향각 등을 계산해 각 휠의 하중 배분을 제어해 측풍에 의한 영향을 최소화한다. 대한민국에는 537마력 V8 5.5L 가솔린 터보 엔진과 7단 멀티 클러치 자동변속기가 달린 SL63 AMG의 최고 속도는 무려 300km/h이며, 2014년 10월부터 333마력 V6 3.0L 가솔린 터보 엔진이 적용된 SL400도 추가되었다. 2016년에 페이스 리프트를 거쳐 SL400이 우선 수입되며, 367마력으로 향상되었다.

## 7세대(R232)
메르세데스-AMG가 S클래스 쿠페/카브리올레을 SL로 통합시킨다. 하드톱에서 소프트탑으로 변경되고, AMG GT의 플랫폼으로 개발하고 있으며, 2021년 10월 28일에 AMG SL 55 4MATIC+하고 63 4MATIC+가 온라인으로 공개되었다. 소프트탑이 열고 닫히는데 10초밖에 안걸리며, 시속 60km 이하에서도 소프트탑을 열고 닫을 수 있다. 이 세대부터는 AMG 단일 트림으로만 출시될거같다.